# 劉文翰
劉文翰（？—？），號心传，陕西兴安州洵陽縣籍江西高安县人，明末清初政治人物。同進士出身。

## 生平
天啓七年（1627年）丁卯科陕西鄉試第六十四名舉人，崇禎七年（1634年），登甲戌科會試第一百五十四名，廷試三甲五十七名進士，吏部觀政，本年授山西洪洞知縣，八年降補山西河東鹽運司經歷，改山西布政司照磨，十年升柏鄉知縣，十一年升刑部四川司主事，十二年貴州主考，九月升福建司員外，十三年升浙江司郎中，升山西僉事。

## 家族
曾祖刘显。祖父刘琨。父刘泥。